# دردار رمادي
دردار رمادي (الاسم العلمي: Ulmus cinerea) هو نوع نباتي يتبع جنس الدردار من فصيلة الدردارية.